# HIStory: Past, Present and Future, Book I
HIStory: Past, Present and Future, Book I или краће HIStory је девети студијски албум америчког извођача Мајкла Џексона. Састоји се од два диска и објављен је 20. јуна 1995. године од стране Епик рекордса. Џексон је већину песама написао и продуцирао. Албум је прво његово издање након оптужби за сексуално малтретирање детета у августу 1993. године. Снимљене 1994. и 1995, неке од петнаест песама са издања алудирају на погрешну интерпретацију певача у медијима, нарочито у таблоидима. Теме којим се бави албум су изолација, неправда, заштита животне средине и похлепа.
„HIStory“ је Џексонов најконтроверзнији албум. Џексон је оптуживан за антисемитизам због текста песме „They Don't Care About Us“. Џексон је неколико пута у јавности демантовао истинитост оптужби. Дискусија око стихова навела је певача да поново сними песму и промени текст. Године 2007, Роберт Силвестер Кели, аутор песме „You Are Not Alone“, окривљен је у Белгији за плагијаризам.
Осам синглова, од чега два промотивна, издато је са албума: „Scream/Childhood“, „You Are Not Alone“, „“, „This Time Around“, „“ и „Stranger in Moscow“. Иако нису били успешни у Сједињеним Државама, „Earth Song“, „They Don't Care About Us“ и „Stranger in Moscow“ су забележили значајан успех на међународном нивоу бивајући међу десет најпродаванијих синглова у многим земљама. Први диск (познат и као „HIStory Begins“) је компилација Џексонових ранијих хитова док је други („HIStory Continues“) сет нових песама.
„“ је генерално позитивно оцењен од стране савремених музичких критичара. Осим критички, албум је био комерцијално успешан дебитујући на првом месту топ-листа у дванаест земаља међу којим и у Сједињеним Државама, Канади, Аустралији и у Уједињеном Краљевству. „HIStory“ је други најпродаванији албум свих времена који се састоји од два или више дискова, са око двадесет милиона продатих копија широм света. Албум је одликован шест пута платинастим тиражом у Европи што га је учинило најпродаванијим албумом 1996. године на том континенту. Номинован је са пет Греми награда од којих је освојио једну, за најбољи музички спот кратке форме. Први диск албума је поново издат 13. новембра 2001. под називом „Greatest Hits: HIStory, Volume I“ и продат је у око четири милиона копија широм света до почетка 2010.

## Позадина и продукција
„HIStory: Past, Present and Future, Book I“ се првенствено бави медијима. Још од краја 1980-их, Џексон и медији су имали затегнут однос. Таблоиди су 1986. године тврдили да Џексон спава у хипербаричној комори да би успорио процес старења на шта је певач одговорио негирањем. Касније је било објављено да је Џексон купио кости Џозефа Мерика (познатог по својој нескладној грађи) што је Џексон названо потпуном лажи. Ове приче и многе друге су му наденуле надимак Ћакнути Џеко (енгл. Wacko Jacko) за који је рекао да га презире. Схватајући своју грешку, престао је да се бави причама које се врте у медијима. Како год, на крају су сами медији почели да објављују своје приче. Џексон је 1989. године издао сингл „Leave Me Alone“ (срп. Остави ме на миру) који упућује на његов однос са медијима. Песмин спот приказује Џексона не само како исмејава таблоиде већ и ситуацију у којој се сам налазио. У кратком филму се могу видети наслови разних таблоида посвећени певачу, његова пријатељица Елизабет Тејлор, Џозеф Мерик како плеше са њим и анимирани нос који бежи од скалпела.
Године 1993, однос између певача и медија се још више затегао када је оптужен за сексуално злостављање детета. Иако није био оптужен на суду, медији су објављивали многе сензационалне приче на рачун поменутих оптужби. Уље на ватру је долила чињеница да је певач у договору са породицом детета прихватио да плати одређену суму новца како би се случај затворио. У једном интервјуу он је рекао да је то урадио јер би му каријера била уништена и да није платио, случај би можда трајао и до седам година независно од тога да ли је невин. Уз то је јасно говорио да није крив односно да није злостављао дете. Упркос свему, медији су га још више провоцирали. У то време Џексон је реаговао: „Рећи ћу да сам нарочито напет због начина понашања невероватних и ужасних медија. При свакој прилици, медији су износили ове оптужбе и манипулисали њима како би потврдили своје закључке.“
Забављач је почео узимати лекове за смирење: валијум, ксанакс и ативан да би пребродио задобијен стрес током оптужби против њега. Неколико месеци касније, када су оптужбе постале новости за јавност, изгубио је око четири и по килограма масе и престајао је да се храни. Џексоново здравље је било толико нарушено да је морао отказати наставак светске турнеје албума „Dangerous“ и отићи на лечење. Сам је резервисао цео четврти спрат клинике у којој се лечио. Када је Џексон отишао на рехабилитацију у Сједињеним Америчким Државама, медији су показали мало разумевања према њему. „Дејли мирор“ је организовао такмичење „Примети Џека“, нудећи читаоцима пут у „Дизнијев свет“ ако тачно предвиде где ће се забављач следећи пут појавити. „Дејли експрес“ је објавио наслов: „Одвикавање од дрога враћа звезду на животне стазе“, док су наслови других новина оптуживали Џексона да је бегунац. Ови таблоиди су га такође неосновано оптуживали да је путовао по Европи где је имао пластичне операције како би изгледао непрепознатљиво по свом повратку. Жералдо Ривера је организовао сатирично суђење са поротама сачињеним од публике иако Џексон није био оптуживан на суду.
Снимање албума „HIStory“ се одвијало између септембра 1994. године и марта 1995. Џексон је учествовао у писању и продуцирању већине песама са албума. Осим певача, међу осталим текстописцима били су Далас Остин, Брус Сведијен, Р. Кели и Рене Мур док су продуценте сачињавали Дејвид Фостер и Бил Ботрел. „HIStory“ је био први Џексонов студијски албум у четири године, од изласка албума „Dangerous“ из 1991, и прво издање са новим материјалом након оптужби за сексуално злостављање. „HIStory“ је објављен на два диска. Први диск („HIStory Begins“) садржи раније издат Џексонов материјал, док се на другом диску („HIStory Continues“) налазе нове песме. „HIStory Begins“ садржи песме са претходна четири Џексонова студијска албума. Физички, албум је био доступан на дуплом златном компакт-диску, дуплој касети и на троструком винилу. Музички, „HIStory“ припада жанровима: ритам и блуз, поп, рок, денс, урбан, њу џек свинг, фанк и хип хоп. Године 2001, први диск албума је поново издат 13. новембра под називом „Greatest Hits: HIStory, Volume I“. Реиздање је продато у око четири милиона копија широм света до почетка 2010.

## Композиција
„HIStory“, попут Џексонових претходних албума „Thriller“ и „Bad“, садржи материјал чија тематика је параноја. Већину песама је написао Џексон. Неколико од укупно петнаест песама са албума односе се на оптужбе упућене певачу за сексуално злостављање детета 1993. године, као и на погрешну интерпретацију Џексона у медијима, углавном од стране таблоида. Због свега наведеног, албум је описиван као Џексонов „најличнији“ до сада. Две песме са албума су прераде песама других извођача. Жанрови којим припада албум су ритам и блуз, поп и хард рок. Текстови песама говоре о изолацији, похлепи, проблемима са којим се суочава животна средина и неправди. „Scream“ је дует са Џексоновом млађом сестром, Џенет. Савремени музички критичари сматрају да је тешко разграничити Џексонов и њен глас. Истицано је да је рефрен песме (енгл. Stop pressurin' me) снажан и да је испеван драматично са одређеним циљем. Њен текст говори о неправди.
Стихови ритам и блуз баладе, „You Are Not Alone“, написани од стране Р. Келија, баве се изолацијом. Два белгијска текстописца Еди и Дени ван Пасел тврдили су да су написали истоветну мелодију 1993. године. Године 2007, у Белгији је донесено судско решење којим се потврђује могуће плагијаризовање и којим се забрањује пуштање песме у тој земљи. „“ је хард рок песма чији текст музички критичари гледају као напад на дистрикт тужиоца Томаса Снедона који је био против Џексона током оптужби. Критичари су оценили да се у песми прозивају Снедон, Фокс и Си-Ен-Ен, истичући да је „хладни човек“ којег Џексон помиње Снедон. Име које се спомиње у рефрену је Дом С. Шелдон што алудира на Томаса Снедона.
„Money“ је интерпретирана као директно упућена ка Евану Чендлеру, оца дечака који је оптужио Џексона за сексуално злостављање. Стихови песме „Childhood“ се односе на Џексоново детињство. Попут „Scream“, „They Don't Care About Us“ говори о неправди али и о расизму. У песми „This Time Around“ Џексон истиче да је погрешно оптужен. „This Time Aroudn“ садржи вокале репера Ноторијус Би-Ај-Џија (познатог и као Биги Смолс) снимљене две године пре његове смрти. Џексон се послужио Бигијевим вокалима 2001. године искористивши их за наредни студијски албум „Invincible“ и за песму „Unbreakable“ чиме је учинио Смолса јединим репером који се појавио на његовим издањима два пута. „“ је описана као спора блуз опера а њени стихови говоре о проблемима животне средине. За „HIStory“ албум, Џексон је прерадио песме „Smile“ од Чарлија Чаплина и „Come Together“ од Битлса. „Stranger in Moscow“ је поп балада у којој су уметнути звуци кише. „Tabloid Junkie“ је хард фанк песма чији текст саветује слушаоце да не верују свему што прочитају у медијима и таблоидима. Насловна песма, „HIStory“ садржи неколико звучних исечака као што је говор Мартина Лутера Кинга, „I Have This Dream“. „HIStory“ није објављена као сингл са истоименог албума, али јесте са „Blood on the Dance Floor: HIStory in the Mix“ 1997. године.
Као увод песме „Little Sussie“, Џексон је поставио своју верзију „Реквијема“, Мориса Дуруфлеа. Постојала је гласина да је Џексон нашао инспирацију за песму у убиству једне девојчице имена Сузи. Инспирација је вероватније потекла од уметника названог Готфрид Хелнвајн. Џексон је поштовао његов рад и купио је неколико његових слика. Једна од њих, „Прелепа жртва“, била је мотив за песму. Хелнвајнов рад се сматра провокативним јер на његовим сликама се могу видети различита људска стања, међу којим и рањена деца. Џексон, као неко ко је осећан и малтретиран својевремено као дечак, био је ганут Хелнвајновим радом. Уметник је касније одсликао певачев портрет. Тиме, доведена је веза између слике „Прелепа жртва“ и музичког стваралаштва у песми.

## Контроверзе и утицај на популарну културу

### Расправа око текста песме „“
Претпоставку да стихови песме „They Don't Care About Us“ проповедају антисемитизам, први пут је поменуо часопис „Њујорк тајмс“ 15. јуна 1995, само пар дана пре изласка албума на ком се налази. Брошура је нагласила стихове и описала их увредљивим. Џексон је директно одговорио на ову објаву, тврдећи:
Идеја да би ови стихови могли бити непријатни је зла и екстремно болна за мене. Песма првенствено говори о болу који наносе предрасуда и мржња. Она је начин да се обрати пажња на социјалне и политичке проблеме. Ја сам глас оптуженог и нападнутог. Ја сам глас сваког. Ја сам скинхед, ја сам Јевреј, ја сам црнац, ја сам белац. Ја нисам онај који је напао. Ради се о неправди према младим људима и како их систем може погрешно окривити. Љут сам и увређен, јер сам тако погрешно интерпретиран.
Приликом емисије „Прајмтајм“ у којој је гостовао, Џексон је на питање да ли су стихови антисемитистички одговорио: „Ја нисам антисемитиста јер нисам расиста. Никад не бих могао бити расиста. Волим све расе.“ Певач је такође истакао да су неки од његових најближих сарадника и пријатеља Јевреји. Истог дана, Џексон је подржан од стране свог менаџера и издавачке куће који су описали стихове бриљантним и рекли да су супротност предрасудама, али и да су нажалост погрешно схваћени. Наредног дана, два водећа члана јеврејске заједнице у Сједињеним Америчким Државама су тврдили да су стихови неподесни млађој публици која можда не би могла разумети контекст песме, додајући да је песма превише нејасна за неке слушаоце. Изјавили су и да Џексонов покушај да створи песму која би критиковала дискриминацију није био онакав какав је он желео. Прихватили су то да је Џексон имао добре намере и предложили су да напише објашњење у књижици албума.
Јуна 17, Џексон се поново јавно извинио свима који су се осетили нападнутим од стране одабира његових речи. Обећао је да ће будуће копије албума садржати извињење. Иначе, у том тренутку је већ два милиона копија пуштено у продају. Певач је закључио: „Само желим да сви ви знате да сам јако предат толеранцији, миру и љубави, и да се извињавам свима који би могли бити увређени.“ Следећег дана, Џон Перлес из магазина „Њујорк тајмс“ је изразио негодовање песмом написавши: „Песмом „They Don't Care About Us“ Џексон је оповргао свој каталог песама о братству са експлозијом антисемитизма.“
Јуна 21, Патрик Макдоналд из магазина „Сијетл тајмс“ је критиковао Џексона тврдећи: „Можда је имао живот у азилу, али стварно не постоји оправдање за употребу таквих речи у поп песми, осим ако све не рашчистите у вези тих термина и урадите на уметнички начин.“ Два дана касније, Џексон је одлучио иако је преузео све трошкове сам, да се врати у студио и да промени речи које ће се наћи на будућим копијама. Касније је изјавио да се слаже да је песма била агресивна по неке.
Спајк Ли, режисер спотова песме „They Don't Care About Us“, истакао је дволичност стандарда која постоји у музичкој индустрији. Објаснио је да реч црња не узрокује контроверзу. Поред тога, реч црња је употребљена у песми „This Time Around“ са истог албума али то није привукло пажњу медија.

### Музички спотови
Музички спотови песама са албума приказују различите теме и елементе. Одређени спотови, попут „They Don't Care About Us“, допринели су развитку свести о сиромаштву и имали су позитиван ефекат на друштво. Спот за „They Don't Care About Us“ режирао је Спајк Ли. Џексон је изјавио да га је изабрао јер се ради о протестној песми која треба да пробуди свест код људи а да је Ли савршена особа за то. При продукцији, Џексон је сарађивао са око двеста чланова културног друштва Олодум који се појављују у споту.Интересовање медија око спота представило је Олодум великом светском аудиторијуму а самој групи донело славу и кредибилитет у Бразилу. Луси Нагиб, „The New Brazilian Cinema“, изјавила је:
Кад је Мајкл Џексон одлучио да сними свој нови музички спот у фавели Рио де Жанеира, употребио је житеље фавеле као додатак у једном визуелном супер спектаклу. Све време док се политички апелује. Интересантан аспект код стратегије Мајкла Џексона је делотворност при обраћању пажње на сиромаштво и социјалне проблеме у земљама као што је Бразил, и то без прибегавања традиционалним политичким расправама. Проблематични аспект је тај што људи и даље неће стварно интервенисати поводом тог сиромаштва.
Године 2009, магазин „Билборд“ је описао подручје као садашњи модел за социјални развој констатујући да је Џексонов утицај делом одговоран за овај напредак. По први пут у каријери, Џексон је снимио други спот за један сингл. Друга верзија је снимљена у једном затвору где су учешће узели и тамошњи затвореници. Спот приказује Џексона везаног лисицама, стварне снимке на којим полицијске снаге нападају Афроамериканце, Кју-клукс-клан, геноцид, убиства и остала кршења људских права. Спот песме „Earth Song“ је похваљен за обраћање пажње на животну средину. Године 1995, спот је добио „Генезисову награду“ која се додељује сваке године за осећајност према животињама. Магазин „Nigeria Exchange“ је 2008. објавио: „„Earth Song“ је обратио свету пажњу на деградацију и понижење Земље коју уништавају одређене људске активности.“
Два друга спота са албума су била такође утицајна. Спот песме „Stranger in Moscow“ је делом утицао на рекламну кампању за међународни крикет шампионат „International Cricket Council Champions Trophy 2004“. Инспирација се огледа у сцени у којој деца играју крикет на киши. „Scream“ је имала стваралачки утицај на друге спотове, као на спот песме „No Scrubs“ од Ти-Ел-Сија, из 1999. Године 2008, по мотивима поменутог спота, Лил Мама и Крис Браун су снимили спот за песму „Shawty Get Loose“.

## Промоција
Сони је потрошио око тридесет милиона америчких долара на промоцију албума. Пре официјелног изласка, музичку штампу је занимало каква ће бити продаја албума. Један аналитичар Саундскена је изразио мишљење да се укуси штампе и публике не подударају када се ради о Џексону. Џексон се допадао публици док то није био случај са штампом. Веровао је да ће они из медија који су окренути против певача бити запрепашћени комерцијалним пријемом албума. Песме „Smile“, „This Time Around“ и „D.S.“ су објављене као промотивни синглови у распону од 1995. до краја 1997. године. Услед недовољног пуштања на радијским станицама, „Smile“ и „D.S.“ се нису нашле на музичким топ-листама широм света. „This Time Around“ је издата као радијски сингл у Сједињеним Државама у децембру 1995. Песма се нашла на двадесет трећем месту листе ритам и блуз синглова и на осамнаестој позицији денс и клуб песама.
Како би промовисао албум, Џексон је одржао комерцијално успешну светску турнеју, названу „HIStory World Tour“. „HIStory World Tour“ је била Џексонова трећа и последња соло концертна турнеја. Турнеја је почела у Прагу 7. септембра 1996. а укупно ју је посматрало више од четири и по милиона обожавалаца из педесет осам градова у тридесет пет држава широм света. Просечна посећеност била је 54 979 на укупно осамдесет два концерта. Џексон није уопште наступао у Сједињеним Државама, сем у два наврата на Хавајима у јануару 1997. Луксузна седишта су коштала у просеку двеста америчких долара по особи. Сваки концерт је трајао око два сата. „HIStory World Tour“ се завршила у Дурбану 15. октобра 1997.

## Издање и пријем
| Оцене критичара |           |
| Критичари       | Резултат  |
| Allmusic        | 3 од 5    |
| „“              | 4 од 5    |
|                 | A         |
| „“              | Б         |
| „“              | позитиван |
| „“              | различит  |
| „“              | 3 од 5    |
| „“              | позитиван |
| „“              | различит  |

„“ је генерално позитивно оцењен. По мишљењу критичара, „HIStory“ као Џексонов албум са највише гнева, грубости и емоција, открио је певачеву исцрпљеност и параноичност изазвану славом и реакцијама људи на његов приватни живот. Критичари сматрају да су реакције људи аутоматски онемогућиле Џексона да и даље ствара нове музичке трендове. Џон Перлес, „Њујорк тајмс“, написао је: „Прошло је пуно времена откад Мајкл Џексон просто више није извођач. Он је главни имовински објекат своје корпорације, Сонијеве профитабилне гране.“ Неки критичари су обратили пажњу на необичан формат једног новог студијског албума који са собом носи и колекцију највећих хитова. „Кју“ магазин је ту ситуацију описао на следећи начин: „Са аспекта нових песама, то је исто као да поведете свог оца са собом у неку борбу.“ Фред Шастер је описао „This Time Around“, „Money“ и „D.S.“ као „изванредним одресцима органског фанка који ће снабдети енергијом многе најпосећеније летње плесачке подијуме.“
Џејмс Хантер, из магазина „Ролинг стоун“, оценио је албум са четири од пет звездица истакавши да „HIStory“ износи Џексонов љутити одговор на све са чим се сукобљавао у последње време. Назвао је албум наставком приче коју су приповедале песме „Billie Jean“, „The Way You Make Me Feel“, „“ и „“. Песму „This Time Around“ је карактерисао разорном и предодређеном за ремиксе, „Scream“ и „Tabloid Junkie“ је описао пустоловним а „Earth Song“ дивном. Џим Фарбер је различито оценио албум рекавши да би првом диску албума дао три звездице да је објављен самостално. Џон Перлес сматра да Џексон поједине стихове мрмља попут: „Они су стварно мислити да имају контролу над мном.“ Крис Вилман је изјавио за „This Time Around“ да је једно од бољих издања са албума.
Стивен Томас Ерлвајн је дао албуму три звездице од пет, али га је притом назвао монументалним достигнућем Џексоновог ега. Ерлвајн напомиње да први диск, „HIStory Begins“, садржи део најбоље поп музике у историји попа, али и да је изоставио неке хитове попут „Say Say Say“ и „Dirty Diana“. Међутим, и поред тога, сматра да се на њему налази довољно материјала да буде, по његовим речима, „опојан“. Ерлвајн је истакао да је „HIStory Continues“ Џексонов најинтимнији албум који је икад снимио и да његове песме, које се односе на оптужбе за злостављање, стварају параноичну атмосферу. Додао је су песме „You Are Not Alone“ и „Scream“ веома добро склесан поп материјал који иде раме уз раме са Џексоновим највећих хитовима. Дејвид Браун дао је првом диску албума А- док је други оценио са Ц-, или укупно, целом албуму Б. Албум је номинован са пет Греми награда током додела 1996. и 1997, од којих је освојио један. „You Are Not Alone“ је номинована за најбољи мушки поп вокални наступ а „Scream“ за најбољу вокалну поп сарадњу. Музички спот „Scream“ је освојио награду за најбољи музички спот кратке форме. Спот „Earth Song“ је номинован за исту категорију. „HIStory“ је номинован за албум године. Године 1995, на додели МТВ видео музичких награда, „Scream“ је номинован у рекордних десет категорија, од којих је победио у три.
„HIStory“ је дебитовао на првом месту топ-листа „Билборд 200“ и најбољих хип хоп и ритам и блуз албума. Продат је у преко 391 хиљаду копија током прве недеље. Сертификован је седам пута платинастим тиражом у Сједињеним Државама 22. октобра 1999. за продају од око три и по милиона копија. Вишеструки албуми, попут овог, третирају се као један диск при сертификацији. Тако, када је албум продат у укупно милион копија, сертификован је за продају петсто хиљада. У Европи, албум је сертификован шест пута платинастим тиражом за продају шест милиона копија. Од тога, у Немачкој је продат један и по милион, а у Уједињеном Краљевству милион и двеста хиљада. До почетка 2010, „HIStory“ је продат у преко двадесет милиона примерака (укупно четрдесет милиона дискова) широм света и најпродаванији је вишеструки албум свих времена.

## Синглови
Пет званичних међународних синглова је објављено са „HIStory“ албума. „Scream“, објављен као дупла а-страна, био је први сингл и објављен је у мају 1995. „Scream“ су отпевали Џексон и његова сестра Џенет. Сингл је дебитовао одлично нашашви се на петом листу топ-листе „Билборд хот 100“. Песма је номинована Гремијем за најбољу вокалну поп сарадњу. Песма, заједно са својим спотом, један је од Џексонових критички најпризнатијих радова и номинована је многим наградама. Уз буџет од девет милиона америчких долара, „Scream“ је најскупљи музички спот свих времена.
„You Are Not Alone“ је други сингл са албума. Дебитовавши на првом месту листе „Билборд хот 100“ 2. септембра 1995, постала је прва песма у историји која је одмах по свом изласку избила на прво место једне топ-листе те је тако забележила још бољи деби од свог претходника. Објављена широм света у августу 1995, заузела је челне позиције многих националних листи, међу којим и у Уједињеном Краљевству, Француској и у Шпанији. Песма је карактерисана као уметнички и комерцијални успех.
„Earth Song“, трећи сингл издат у новембру 1995, није се појављивао на листи „Билборд 100“. Интернационално, био је на првом месту у четири земље као и међу десет најпродаванијих у девет других држава. У Уједињеном Краљевству је била број један шест недеља и продата је у око милион копија постајући Џексонов најпродаванији британски сингл и надмашући сингл „Billie Jean“.
„They Don't Care About Us“ је био четврти сингл. Налазио се на тридесетом месту „Билборда 100“, међу десет најбоље пласираних на листама ритам и блуз као и денс синглова. Песма је на успешнији комерцијални пријем наишла у другим земљама. У Немачкој је била број један три недеље, у Шпанији број два, број три у Аустрији, Шведској и у Швајцарској и број четири у Француској и у Холандији.
„Stranger in Moscow“ је издата као пети и последњи сингл у новембру 1996. Веома добро је оцењена од стране критичара. Најмање успешна била је у Сједињеним Државама где се пласирала на деведесет прво место. Изван поменуте земље, била је комерцијални успех заузевши прву позицију у Шпанији и у Италији, док је међу десет првопласираних била у Уједињеном Краљевству, Швајцарској и на Новом Зеланду, између осталих.

## Списак песама
| Редни број | Назив | Трајање |  |
| ---------- | ----- | ------- |  |
| 1          | „“    | 4:54    |  |
| 2          | „“    | 5:00    |  |
| 3          | „“    | 4:15    |  |
| 4          | „“    | 3:40    |  |
| 5          | „“    | 3:38    |  |
| 6          | „“    | 4:07    |  |
| 7          | „“    | 4:12    |  |
| 8          | „“    | 5:20    |  |
| 9          | „“    | 6:00    |  |
| 10         | „“    | 4:18    |  |
| 11         | „“'   | 3:41    |  |
| 12         | „“'   | 4:00    |  |
| 13         | „“'   | 6:04    |  |
| 14         | „“'   | 6:05    |  |
| 15         | „“'   | 6:25    |  |

| Редни број | Назив | Трајање |  |
| ---------- | ----- | ------- |  |
| 1          | „“    | 4:38    |  |
| 2          | „“    | 4:44    |  |
| 3          | „“    | 5:44    |  |
| 4          | „“    | 4:20    |  |
| 5          | „“    | 6:47    |  |
| 6          | „“    | 4:50    |  |
| 7          | „“    | 4:41    |  |
| 8          | „“    | 4:02    |  |
| 9          | „“    | 5:45    |  |
| 10         | „“    | 4:28    |  |
| 11         | „“'   | 4:32    |  |
| 12         | „“'   | 4:49    |  |
| 13         | „“'   | 6:37    |  |
| 14         | „“'   | 6:13    |  |
| 15         | „“'   | 4:56    |  |

## Пласмани и сертификације
| Земља (1995/1996/2009)            | Највиша позиција |
| --------------------------------- | ---------------- |
| Аустралија                        | 1                |
| Аустрија                          | 2                |
| Белгија: Фландрија                | 1                |
| Белгија: Валонија                 | 1                |
| Бразил                            | 1                |
| Канада                            | 1                |
| Финска                            | 3                |
| Француска                         | 3                |
| Италија                           | 15               |
| Мексико                           | 9                |
| Холандија                         | 1                |
| Нови Зеланд                       | 1                |
| Норвешка                          | 1                |
| Шпанија                           | 10               |
| Шведска                           | 3                |
| Швајцарска                        | 1                |
| Уједињено Краљевство              | 1                |
| САД: „Билборд 200“                | 1                |
| САД: ритам и блуз/ хип хоп албуми | 1                |

| Земља       | Сертификације (тираж) |
| ----------- | --------------------- |
| Аргентина   | Платинасти            |
| Аустралија  | 8× платинасти         |
| Аустрија    | 2× платинасти         |
| Бразил      | Златни                |
| Европа      | 6× платинасти         |
| Финска      | Платинасти            |
| Немачка     | 3× платинасти         |
| Мексико     | 2x платинасти         |
| Холандија   | 3× платинасти         |
| Нови Зеланд | 9× платинасти         |
| Норвешка    | Платинасти            |
| Пољска      | Платинасти            |
| Шпанија     | 4x платинасти         |
| Шведска     | Платинасти            |
| Швајцарска  | 3× платинасти         |
| САД         | 7× платинасти         |

## Особље
| - Аранжер гудачких инструмената и клавијатура, водећи и пратећи вокали: Мајкл Џексон - Пратећи вокали: Зедрик Вилијамс, Џејмс Инграм, Саида Герет, Андре и Сандра Кроуч, хор „Андре Кроуч“ - Певачи: Керол Денис, Џеки Гаучи, Глорија Аугустус, Линда Мекрери, Нејтн Морис, Ванија Морис, Шон Стокмен, Мајкл Мекери - Дечји солисти: Лиа Фрејзер, Маркита Прескот - Реп наступи: Ноторијус Би. Ај. Џи, Шакил О’Нил - Аранжери: Мајкл Џексон, Џими Џем и Тери Луис, Далас Остин, Брус Сведијен, Р. Кели, Рене Мур, Џереми Лубок, Бред Баксер, Џони Мендел - Вокални аранжери: Мајкл Џексон, Џенет Џексон, Џими Џем и Тери Луис - Аранжери оркестра: Дејвид Фостер, Елмер Бернстајн, Били Рос - Оркестром управљао: Џереми Лубок - Аранжери хорни: Мајкл Џексон и Џери Хеј - Клавири: Дејвид Пејч, Џон Барнс - Клавијатуре и синтесајзери: Ренди Кербер, Џими Џем, Тери Луис, Дејвид Фостер, Стиви Поркаро, Дејвид Пејч, Бил Ботрел, Далас Остин, Глен Балар, Рене Мур, Бред Баксер, Сајмон Френглен, Грег Филингејнс, Лафајет Картон, Мајкл Бодикер, Чак Вајлд, Роб Арбитер, Гери Аданте, Џон Барнс, Ренди Валдмен - Програмери синтесајзера: Џими Џем и Тери Луис, Сајмон Френглен, Стиви Поркаро, Бред Баксер, Питер Мокран, Мајкл Бодикер, Чак Вајлд, Ендру Шепс, Рик Шепард, Роб Хофмен, Боби Брукс, Џеф Бова, Крис Палмеро, Џејсон Мајлс, Арни Шулце и Грег Мањиафико - Програмери удараљки: Џими Џем и Тери Луис, Питер Мокран и Ендру Шепс - Програмери синклавира: Ендру Шепс, Сајмон Френглен - Гитара: Мајкл Џексон, Еди Ван Хален, Слеш, Дејвид Вилијамс, Лери Клејтон, Дин Паркс, Ерик Гејл, Тим Пирс, Ден Хаф, Пол Џексон Џуниор, Стиви Лукетр, Бил Ботрел, Џеф Миринов, Роб Хофмен, Џен Лаи, Мајкл Томсон, Тревор Ребин - Удараљке: Ндуку Чанклер, Џеф Поркаро, Џон Робинсон, Брајан Лорен - Перкусије: Мајкл Џексон, Оли Браун, Џими Џем и Тери Луис, Бил Ботрел, Бади Вилијамс, Брус Сведијен, Сајмон Френглен, Рене, Чак Вајлд, Паулињо Да Коста, Нанете Фортијер, Буби Брукс - Бас: Стиви Лукетр, Колин Вулфи, Луис Џонсон, Нејтн Ист, Тери Џексон, Даг Григсби, Гај Прат - Бас синтесајзера: Брајан Лорен* - Хорне: Лери Вилијамс, Џери Хеј, Гери Грент, Вилијам Рајхенбах, Ким Хачкрафт | - „“: Џими Џем, Тери Луис, Мајкл Џексон, Џенет Џексон - „“, „“: Мајкл Џексон - „“: Далас Остин, Мајкл Џексон, Брус Сведијен, Рене Мур - „“: Мајкл Џексон, Дејвид Фостер, Бил Ботрел - „“: Мајкл Џексон, Бил Ботрел - „“: Мајкл Џексон, Дејвид Фостер - „“: Дејвид Фостер, Мајкл Џексон - „“, „“: Мајкл Џексон, Џими Џем, Тери Луис - „“: Р. Кели, Мајкл Џексон - „“: Мајкл Џкесон, Џими Џем, Тери Луис, Брус Сведијен, Рене Мур - Извршни продуцент: Мајкл Џексон - Снимао и миксовао: Брус Сведијен - Додатно снимили и миксовали: Еди Делена, Стиви Хоџ, Џеј Ар - Технички директори: Мет Форџер, Бред Сандберг - Координатор продукције: Рејчел Смит - Мастеровао: Берни Грандмен - Програмер компјутера и технички асистент дирекције: Грег Џонсон - Додатно програмирање синтесајзера и дизајн звука: Мајкл Бодикер, Чак Вајлд, Скот Питински, Боби Брукс, Роберта Сведијен, Дери Рос |